# Goor

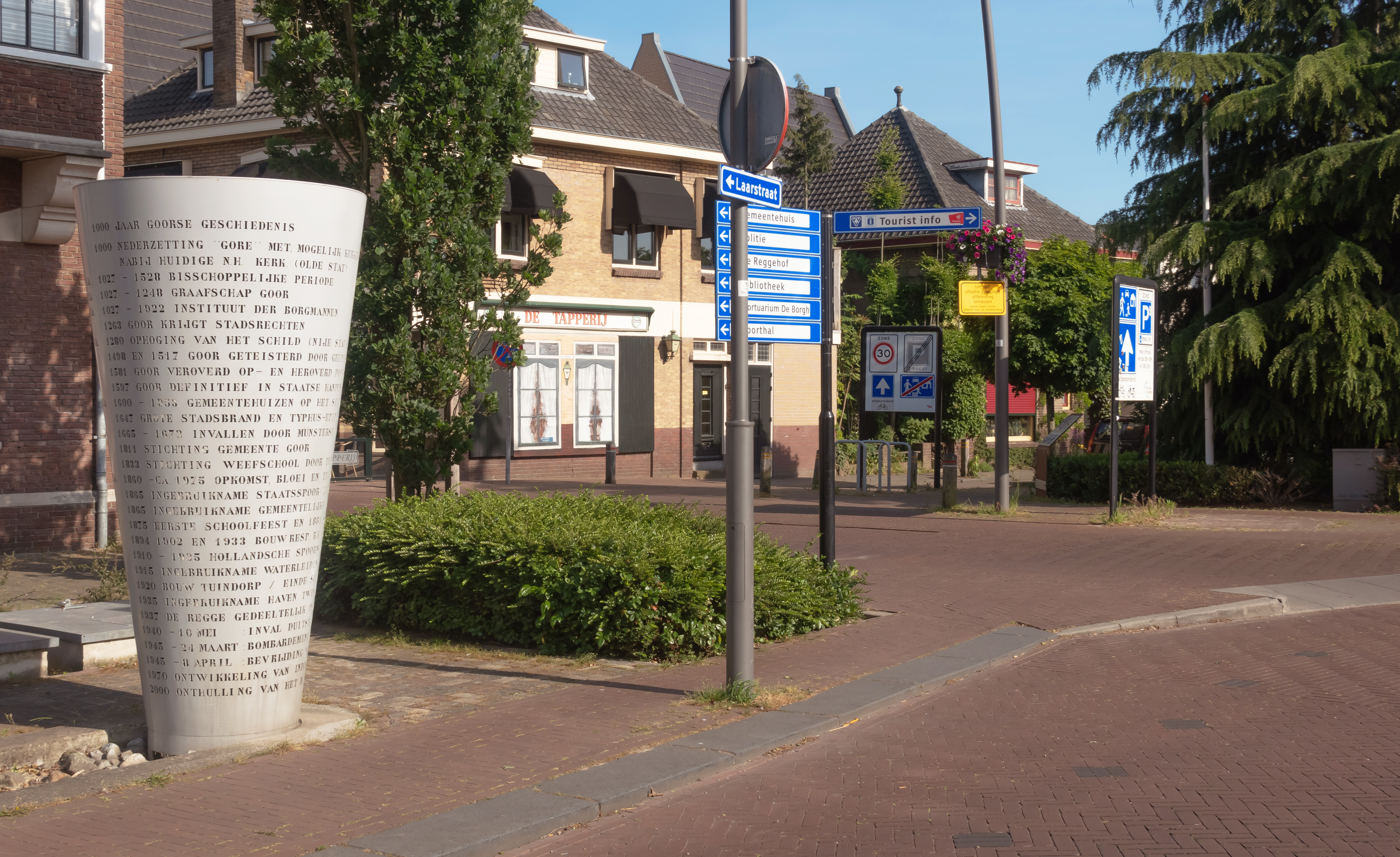
Sculptuur van de geschiedenis van Goor

Goor is een stad in de Overijsselse gemeente Hof van Twente. Tot de gemeentelijke herindeling op 1 januari 2001 was Goor een zelfstandige gemeente in Twente. Goor is binnen de gemeente Hof van Twente de grootste kern. Het stadhuis staat tevens in Goor.
De bevolking bestond vroeger voornamelijk uit oude inheemse families en de nakomelingen van de rond Goor wonende boerenfamilies. Sinds de vestiging van de textielindustrie in de 19e eeuw en de Eternit-fabriek in de jaren 30 van de 20e eeuw is Goor aanzienlijk gegroeid en is de bevolking aangevuld door nieuwe inwoners uit Drenthe en andere delen van Nederland. Sinds de jaren 60 van de 20e eeuw kent Goor ook een kleine gemeenschap van mensen van Turkse afkomst.

## Geschiedenis
De naam Goor is een Middelnederlands woord voor moeras of plaats in drassig laagland. In de loop van de eeuwen is de stad onder de varianten Gore, Ghoer, Ghoor en ten slotte Goor gedocumenteerd. De eerste vermelding is tijdens de regering van bisschop Bernold van Utrecht, tussen 1027 en 1054, als deze in een oorkonde laat vastleggen dat de edelman en clericus Adolfus met toestemming van zijn erfgename Wicburga zijn hof, gebouwen, horige lieden en landerijen, weiden en bossen in het gebied van Godescalck, graaf van Goor aan de Sint-Maartenskerk heeft overgedragen.

### Twee nederzettingen
Goor is ontstaan uit twee losse nederzettingen op verhogingen midden in een moerasgebied, nabij een doorwaadbare plek in de Regge. Op deze plek kruiste de Regge de handelsweg van Deventer naar het oosten. Daarmee lag Goor dus op een strategische locatie. De oudste nederzetting lag in het zuidwesten rondom de Hofkerk en werd begin 11e eeuw in documenten genoemd; in het noorden ontwikkelde zich eind 13e eeuw een nieuwe stedelijke nederzetting op het Schild, pal naast het 12e-eeuwse kasteel van Goor. Beide woonkernen waren sinds 1280 met elkaar verbonden door een verhoogde weg, de Ban Dijck.

### Stadsrechten en ontwikkeling van het Schild
Goor verwierf in 1263 stadsrechten van bisschop Hendrik I van Vianden van Utrecht, de territoriale heerser over het Oversticht (dat Overijssel en Drenthe omvatte). De bisschop hoopte dat de stadsrechten het strategisch gelegen Goor tot een bruikbaar militair steunpunt maakten in zijn strijd tegen onder andere het graafschap Gelre. De stedelijke ontwikkeling vond niet alleen plaats rondom de bestaande Hofkerk, maar vanaf circa 1280 vooral op het lege terrein van het Schild naast het kasteel. Dit terrein bestond uit een hoefijzervormig paraboolduin met in het midden een laagte. In de periode 1275-1280 werd rondom het duin een gracht gegraven, waarna de vrijgekomen aarde - naar schatting 26.000 m³ - werd gebruikt om de laagte in het midden van het duin op te vullen. Op deze manier ontstond een heuvel van ruim twee meter hoog met een doorsnede van 160 meter waarop de nieuwe nederzetting van het Schild gebouwd werd. In de bronnen wordt deze nederzetting ook wel als de nieuwe stad aangeduid. Zowel het Schild als de oude nederzetting bij de kerk kregen een eigen omgrachting met stadspoorten.
In 1273 had de stad een gedocumenteerde plebanus (pastoor met volmachten) en dus een parochiekerk.
Het stadje fungeerde tijdens de middeleeuwen een tijdlang als centrum voor het bestuur van de landstreek Twente (drostambt Twente). Onder meer de drost van Twente resideerde er.

### Tachtigjarige Oorlog
In 1560 vervaardigde Jacobus van Deventer een kaart van Overijssel, waarin de stadsplattegrond van Goor een belangrijk plaats innam. In 1581 probeerden de Staatsen tevergeefs de stad in te nemen tijdens de Slag om Goor.

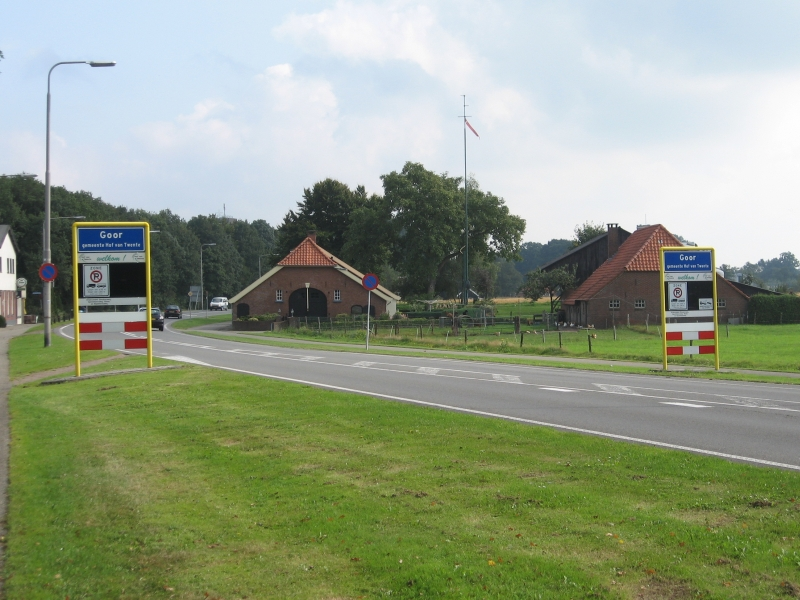
Gezicht op Goor binnenkomende vanuit de rijrichting Markelo-Rijssen.

Goor ging tijdens de Reformatie en de Tachtigjarige Oorlog over naar het protestantisme. De oorspronkelijke rooms-katholieke kerk werd protestants nadat Goor tijdens het Twaalfjarig Bestand (1609-1621) onverwacht overging van de kant van de Spanjaarden naar die van de Staatse Troepen onder leiding van Maurits van Oranje. Door de oorlogswoelingen en de overgang naar het protestantisme verloor de Goorse parochiekerk Sint-Petrus (huidige Hofkerk) haar oorspronkelijke katholieke kunst en karakter. In 1647 ging waarschijnlijk bij de stadsbrand tevens op het Schild, een burchtheuvel, een kleinere capella (kapel) verloren. Verder werd de parochiekerk deels vernield door Spaans geschut.

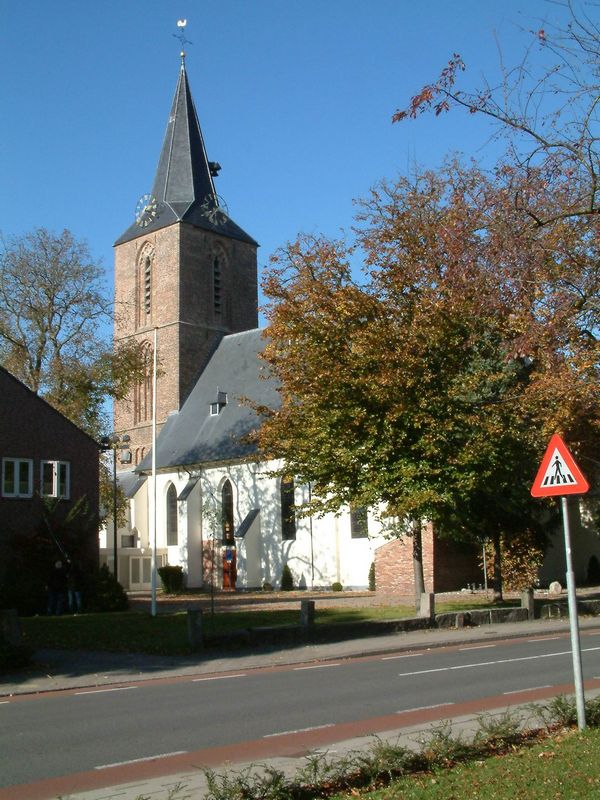
De Hofkerk (PKN) aan de Kerkstraat.

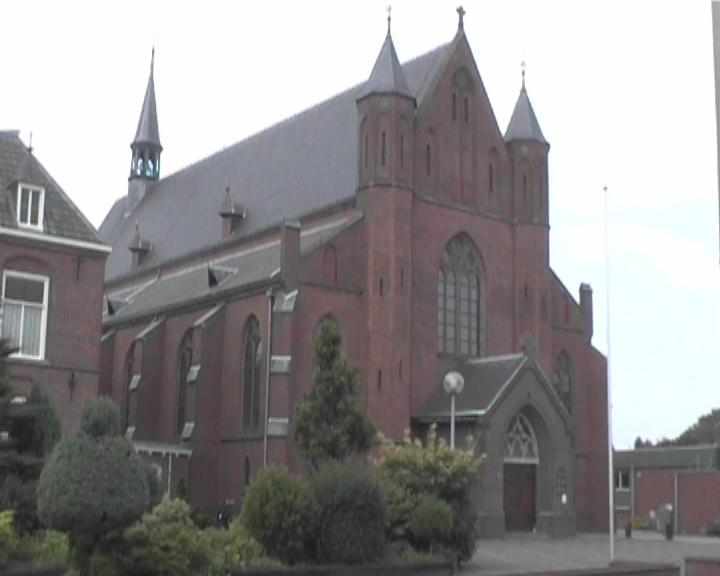
Rooms-katholieke parochiekerk H.H. Petrus en Paulus.

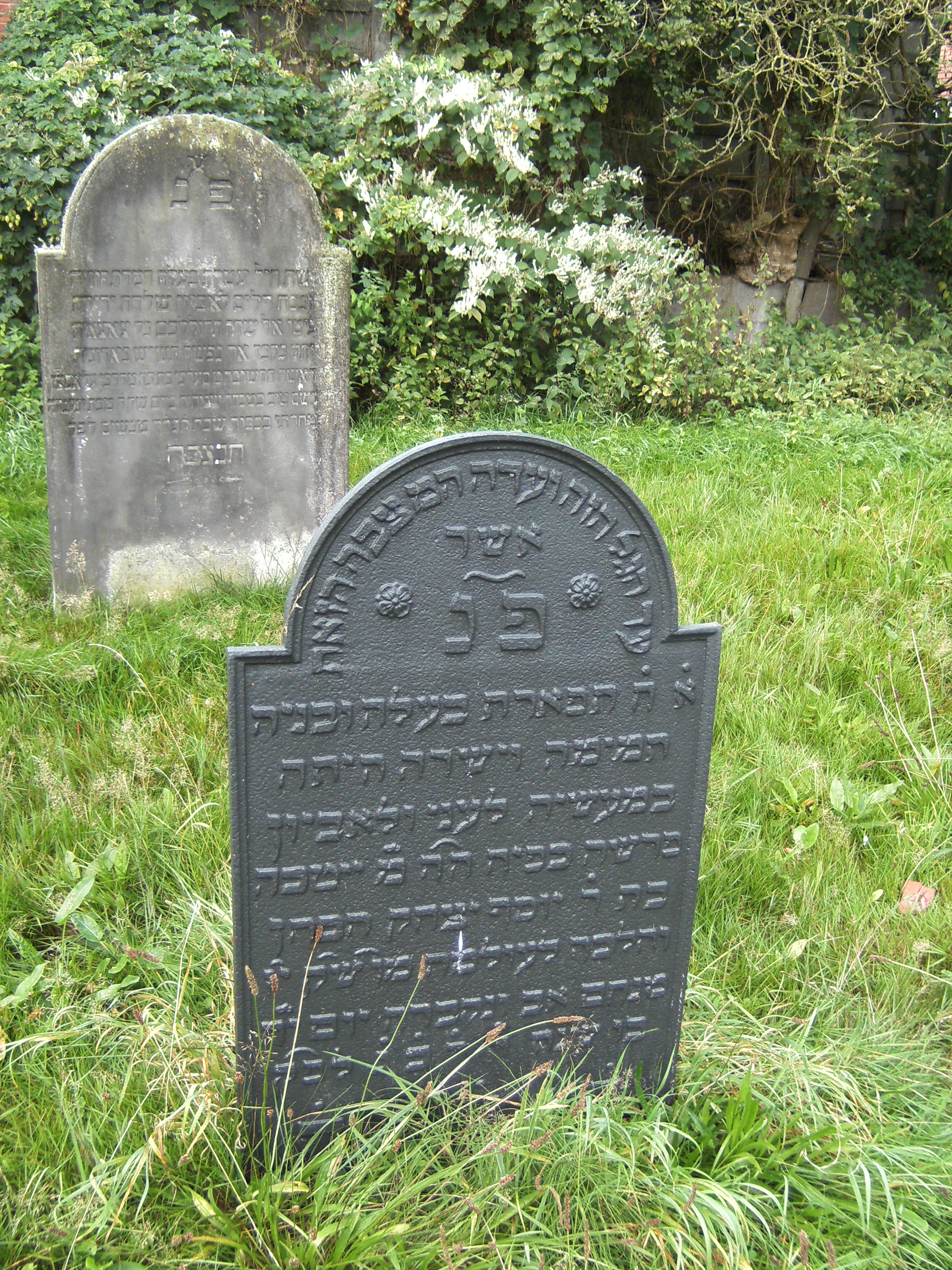
Joodse begraafplaats te Goor.

### Protestantisme en Katholicisme
In het westen van Twente stapte onder invloed van de adel een aanzienlijk deel van de bevolking over naar het protestantisme, in de overige delen van Twente behield men de rooms-katholieke religie. Goor werd in tegenstelling tot grote delen van Twente (Hengelo, Oldenzaal) bevolkt door een meerderheid van protestanten. De nabij Goor gelegen havezate Heeckeren, eigendom van een van de weinige katholiek gebleven edelen, fungeerde lang als schuilkapel voor de geringe rooms-katholieke gemeenschap, aan wie de publieke uitoefening van de godsdienst verboden was door de calvinistische overheden. Priesters uit het prinsbisdom Münster trokken vermomd als marskramers rond in de landstreken aan de grens. De nabijgelegen katholieke buurtschappen Zeldam en Wiene zouden later voor een langzame toename van het aantal katholieken in Goor zorgen. Als gevolg hiervan werd in Goor een katholieke gemeenschap opgericht die in 1811 een kleine kerk in gebruik kon nemen en later een eigen grote parochiekerk bouwde; eind 19e eeuw kon tevens aan de Iependijk een parochieel kerkhof worden aangelegd en ingewijd. Rond 1900 kwam in de havezate een klooster van de zusters Dominicanessen tot stand, vanwaar een grote impuls voor het lokaal katholiek onderwijs zou uitgaan. Eind 20e eeuw verlieten de zusters het klooster.
De katholieke kerk in Goor, de H.H. Petrus en Paulus, is in 1894 gebouwd. Per 2010 is de kerk opgegaan in de 'De Heilige Geest parochie'. Door de teruggang in het kerkbezoek, vergrijzing en ontbreken van vrijwilligers verkeert de kerk anno 2019 in 'gevarenzone'.

### Industrialisatie
Goor vervulde een belangrijke rol in de regio. Lange tijd waren justitie en douane er gevestigd en Goor bezat een levendige haven aan de rivier de Regge. In 1833 richtte de Engelsman Thomas Ainsworth in Goor de eerste weefschool op. Tot de jaren 60 van de 20e eeuw bloeide de textielindustrie in Goor en voorzag Goor en wijde omgeving van werk. Deze industrietak was vrijwel geheel in handen van de familie Jannink (Fa. Jannink Arntzenius & Co.). Het Goors textielcomplex aan de Stationslaan werd door een brand in 1962 geheel vernietigd. Enige jaren later zou het bouwrijp gemaakt worden en sedert medio jaren 80 verrees er geleidelijk een nieuwe woonwijk, Het Jannink.
Langs Goor loopt sinds 1936 het Twentekanaal, oorspronkelijk Twente-Rijn-kanaal genoemd, dat aanleiding gaf tot de vestiging van onder meer de Eterniet-fabrieken, thans Eternit.
Goor kende begin 20e eeuw een landelijk bekende gemeentepolitiek. De in Goor dominante linkse Sociaaldemocratische Arbeiderspartij lag herhaaldelijk in conflict met de markante Joodse gemeentepoliticus Abraham Lobstein.

### Joodse gemeenschap
Begin 20e eeuw werd in Goor aan de Schoolstraat een nieuwe synagoge gebouwd. De Joodse gemeenschap in Goor was talrijk. De historische Joodse begraafplaats aan de Molenstraat dateert uit 1720. Gedurende de Tweede Wereldoorlog werd een groot deel van de Goorse joden gedeporteerd, hoewel relatief velen konden onderduiken bij boeren in de omgeving van Goor; 62,5 % van de Goorse joden overleefde de onderduiktijd of het concentratiekamp.

### Tweede Wereldoorlog

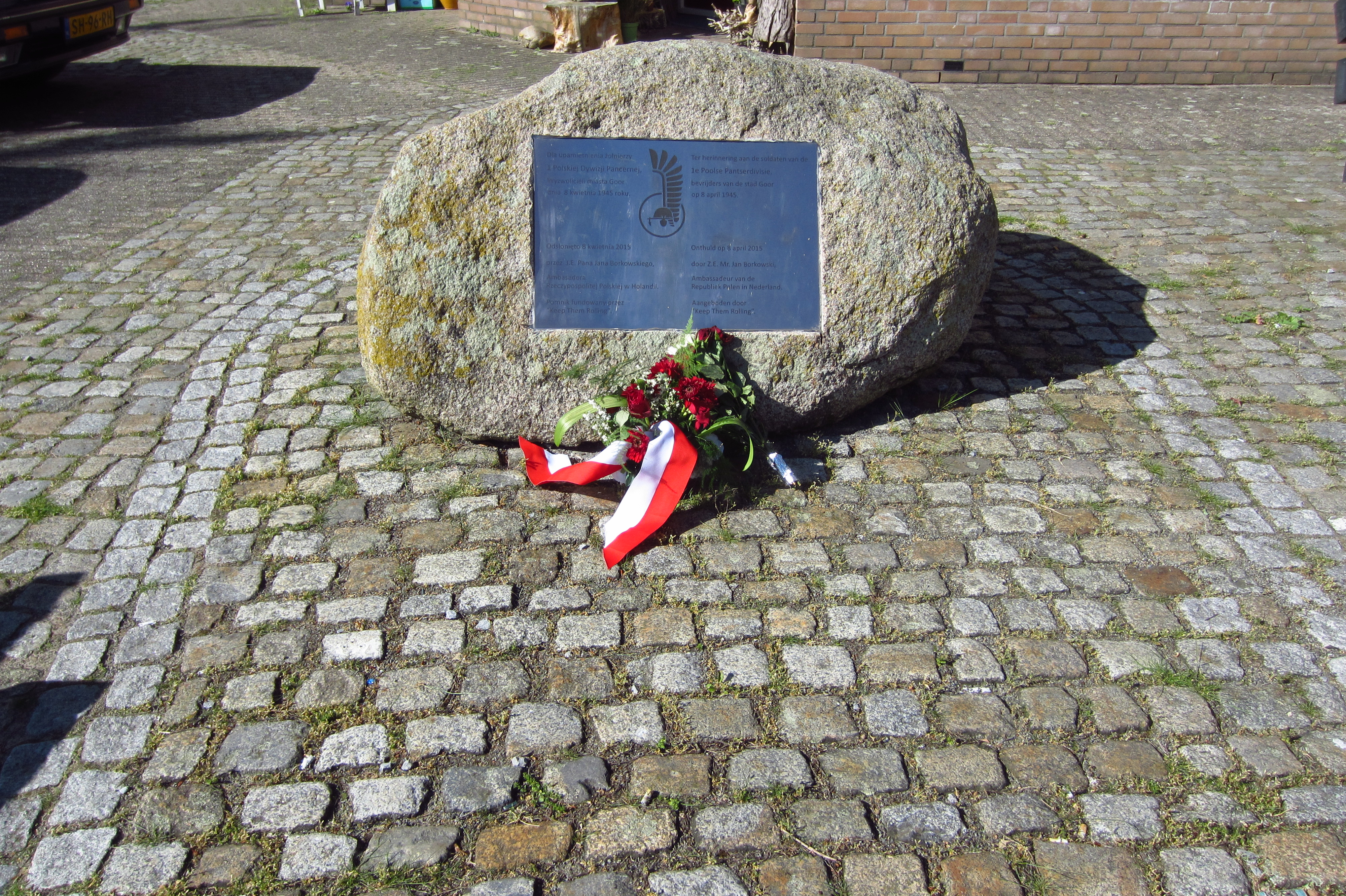
Monument voor de 1e Poolse Pantserdivisie (opgericht 2015)

Op 24 maart 1945 werd het centrum van Goor weggevaagd door een geallieerd bombardement. Goor was doorvoerplaats voor de Duitse bezetter. Bij het bombardement werden munitiedepots geraakt, waarbij 82 burgers en enkele Duitse soldaten de dood vonden.
Op 8 april 1945 werd Goor bevrijd door de 1e Poolse Pantserdivisie (Bataljon Strzelcow Podhalanskich).
Eind jaren 40 werd het centrum van het stadje herbouwd, waarbij ook ruimte werd geschapen voor het doorgaand verkeer.

### Na de Tweede Wereldoorlog
In 2013 vierde Goor haar 750-jarige bestaan 'als stad'. Koning Willem-Alexander en koningin Maxima bezochten in dat jaar de plaats.

## Economie en infrastructuur

### Eternit
In Goor is de Eternit-fabriek gevestigd die in het verleden asbest in zijn producten verwerkte. De aanwezigheid van deze fabrikant van dakbedekking en andere bouwmaterialen heeft ertoe geleid dat in en om Goor veel asbestvervuiling aanwezig is, met alle ernstige ziektegevallen van dien. Bij het bedrijf kon men lange tijd gratis asbestafval afhalen om bijvoorbeeld te gebruiken voor het verharden van erven en landwegen. Eind 20e eeuw is men begonnen met de grootscheepse sanering van deze de volksgezondheid bedreigende vervuiling.

### Voorzieningen
Tourist Info Goor is gevestigd als shop-in-shop bij Joos Wonen & Kado’s aan de Grotestraat 147 in het centrum van Goor. In de openbare bibliotheek is een kunstuitleen gevestigd. Er is een openbare middelbare school, De Waerdenborch, en verder is er een ruime keuze uit zowel confessioneel als openbaar basisonderwijs. Culturele evenementen vinden plaats in het Verenigings- en Evenementencentrum (VEC) De Reggehof. In Goor bevindt zich ook het gemeentehuis voor de gehele gemeente Hof van Twente. Goor telt drie voetbalverenigingen naargelang de zuilen, namelijk de vroeger socialistische SV Hector, de van oorsprong rooms-katholieke club vv Twenthe, en de oudste voetbalclub van Goor, GFC. De hockeyclub GMHC (Goorse Mixed Hockey Club) werd opgericht in 1960 en is de enige hockeyclub in de Hof van Twente. Goor telt vier supermarkten.
Tot 2014 had Goor een eigen zwembad genaamd Zwembad de Whee. Dit werd echter om financiële redenen gesloten.

### Infrastructuur

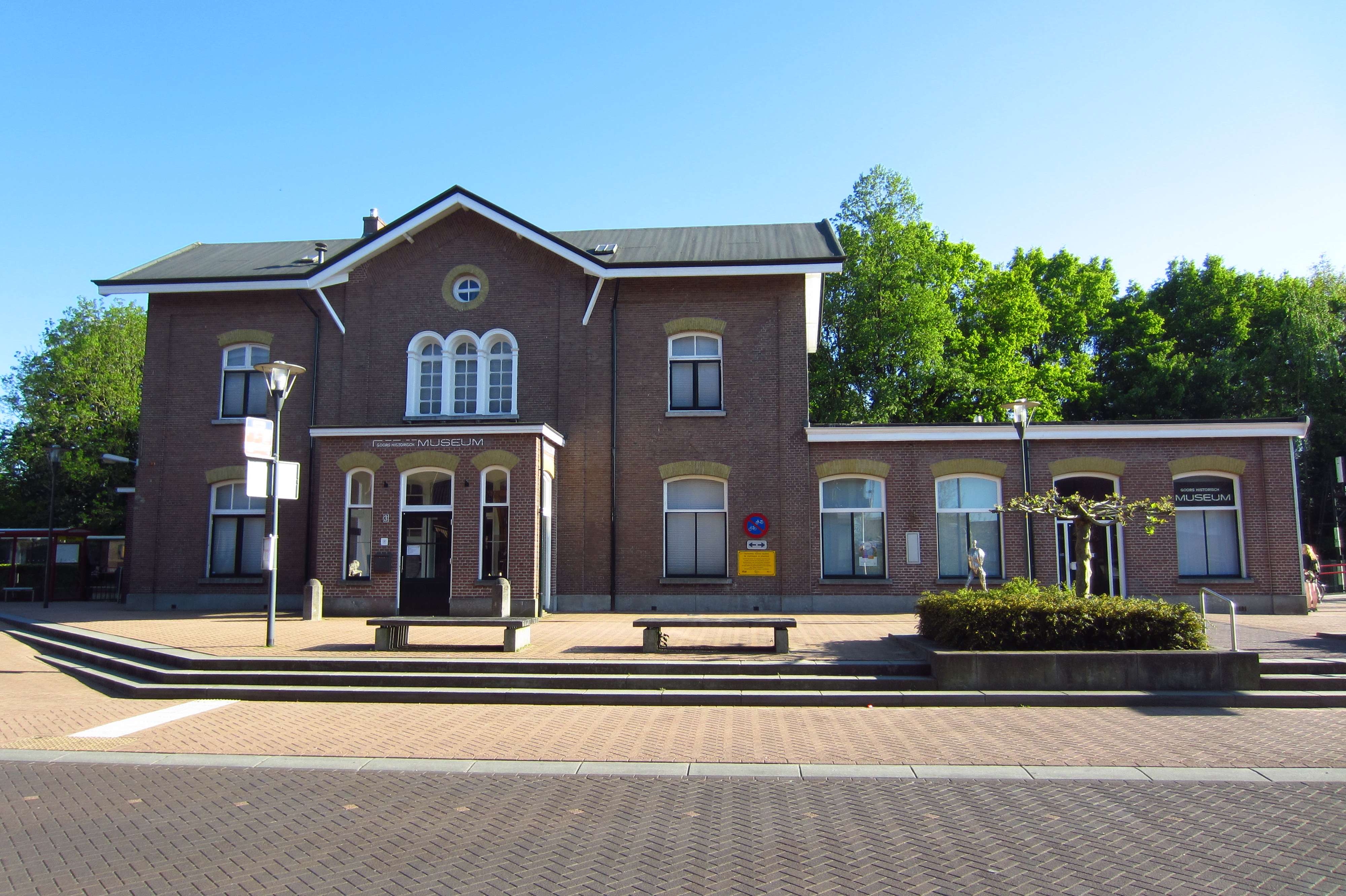
Stationsgebouw Goor, heden Goors Historisch Museum

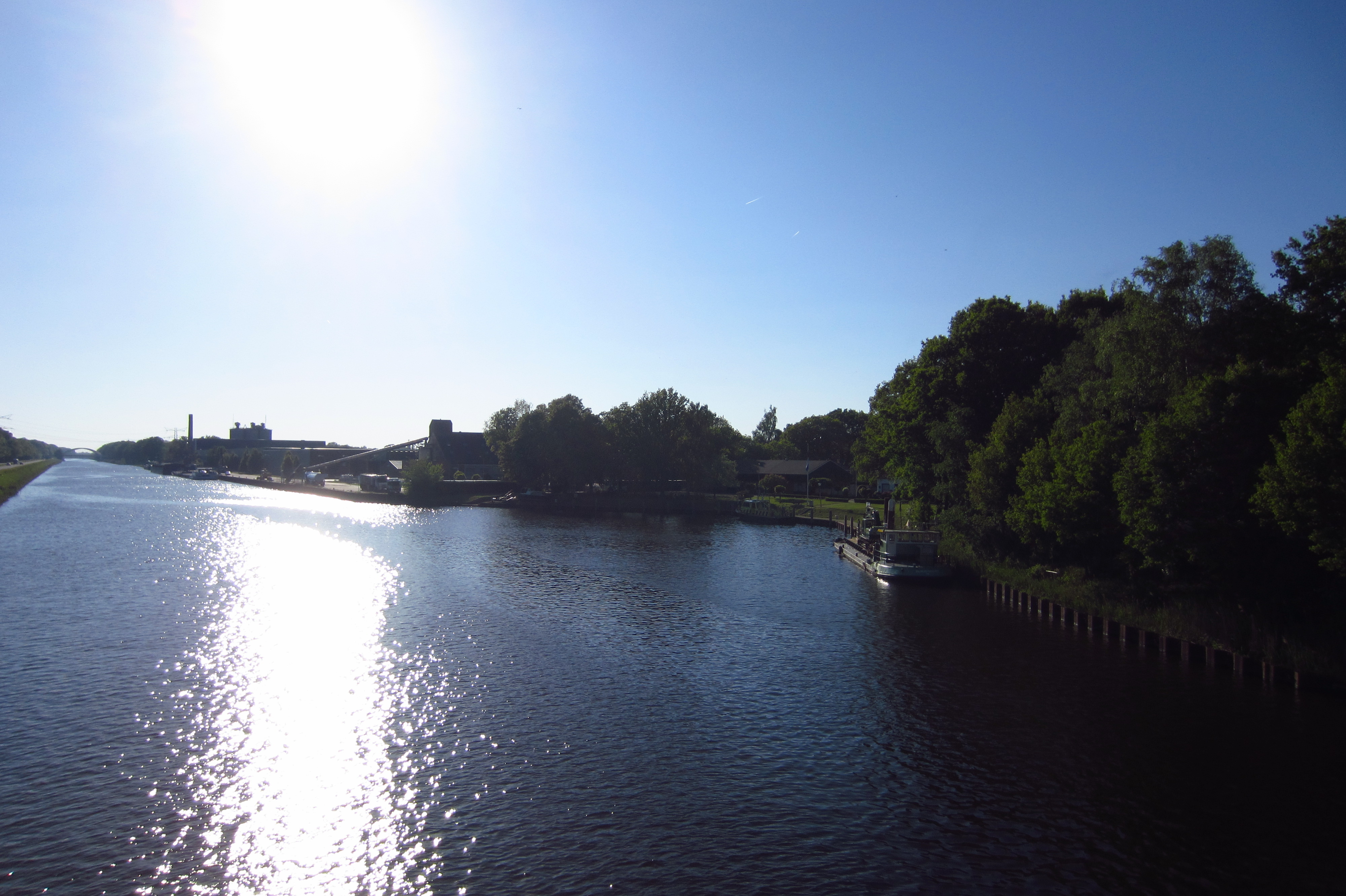
De haven van Goor (Twentekanaal)

#### Openbaar vervoer
Goor heeft een station aan de spoorlijn Zutphen-Hengelo-Oldenzaal. Elk half uur stopt hier een trein van Blauwnet, uitgevoerd door Arriva. Ook diverse buslijnen, eveneens uitgevoerd door Arriva, vertrekken vanaf het station, namelijk:
- Lijn 95: Borculo - Diepenheim - Goor - Rijssen - Almelo
- Lijn 97: Haaksbergen - Hengevelde - Goor - Markelo - Holten

#### Wegverkeer
Jarenlang zou het doorgaand verkeer als Rijksweg 1, toenmalig de Europese weg 8, door het hart van Goor lopen, met ernstige gevolgen voor de verkeersveiligheid. De aanleg van de A1, de Europese weg 30, in de jaren zeventig van de 20e eeuw, bracht hier verandering in. Goor wordt goed ontsloten door provinciale wegen: de N346 van Zutphen naar Hengelo en de N347 van Haaksbergen naar Ommen; de N824 richting Diepenheim en Neede en de N753 richting Markelo beginnen bij Goor.

#### Vaarweg
Ten zuiden van Goor loopt het Twentekanaal waaraan de stad een haven heeft. Het kanaal kan bij Goor via twee bruggen worden overgestoken, namelijk:
- De Weldammerbrug (Diepenheimseweg).
- De Hengelerbrug (N346 en N347 (Rondweg)).

## Cultuur

### Bezienswaardigheden

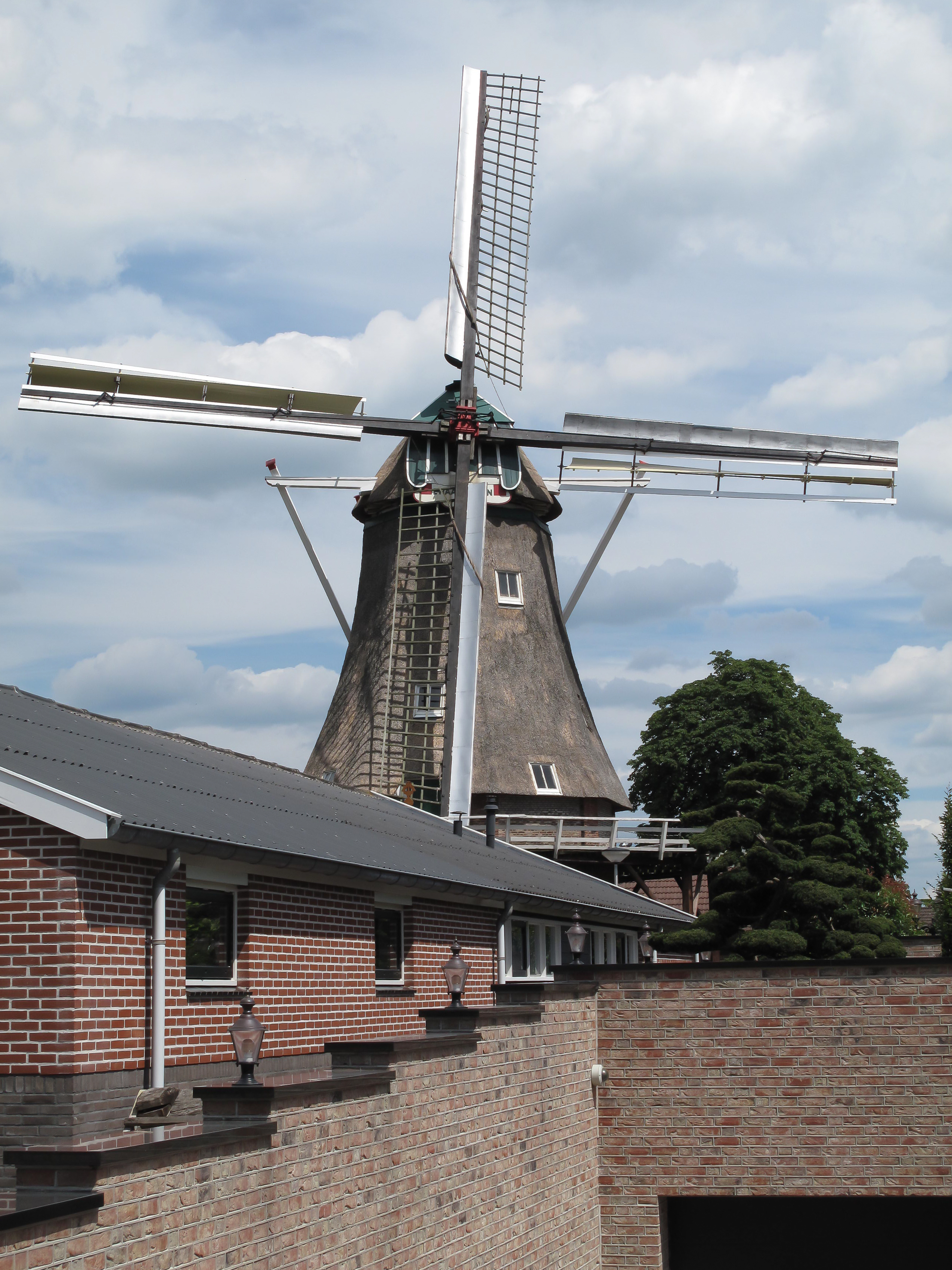
De Braakmolen

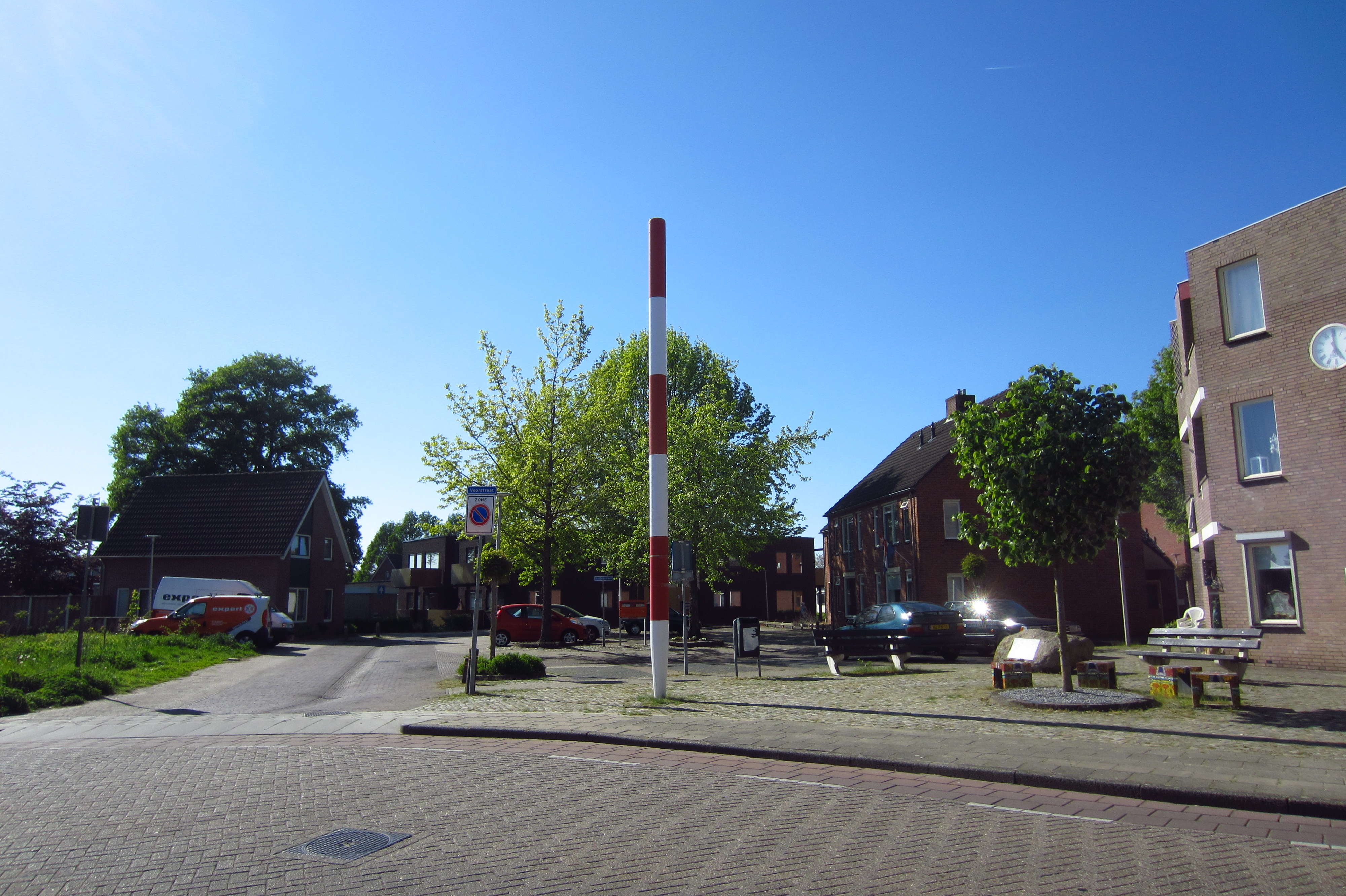
Kunstwerk 10.000 jaar geleden (Sepp Bader, 1989) op 't Schild

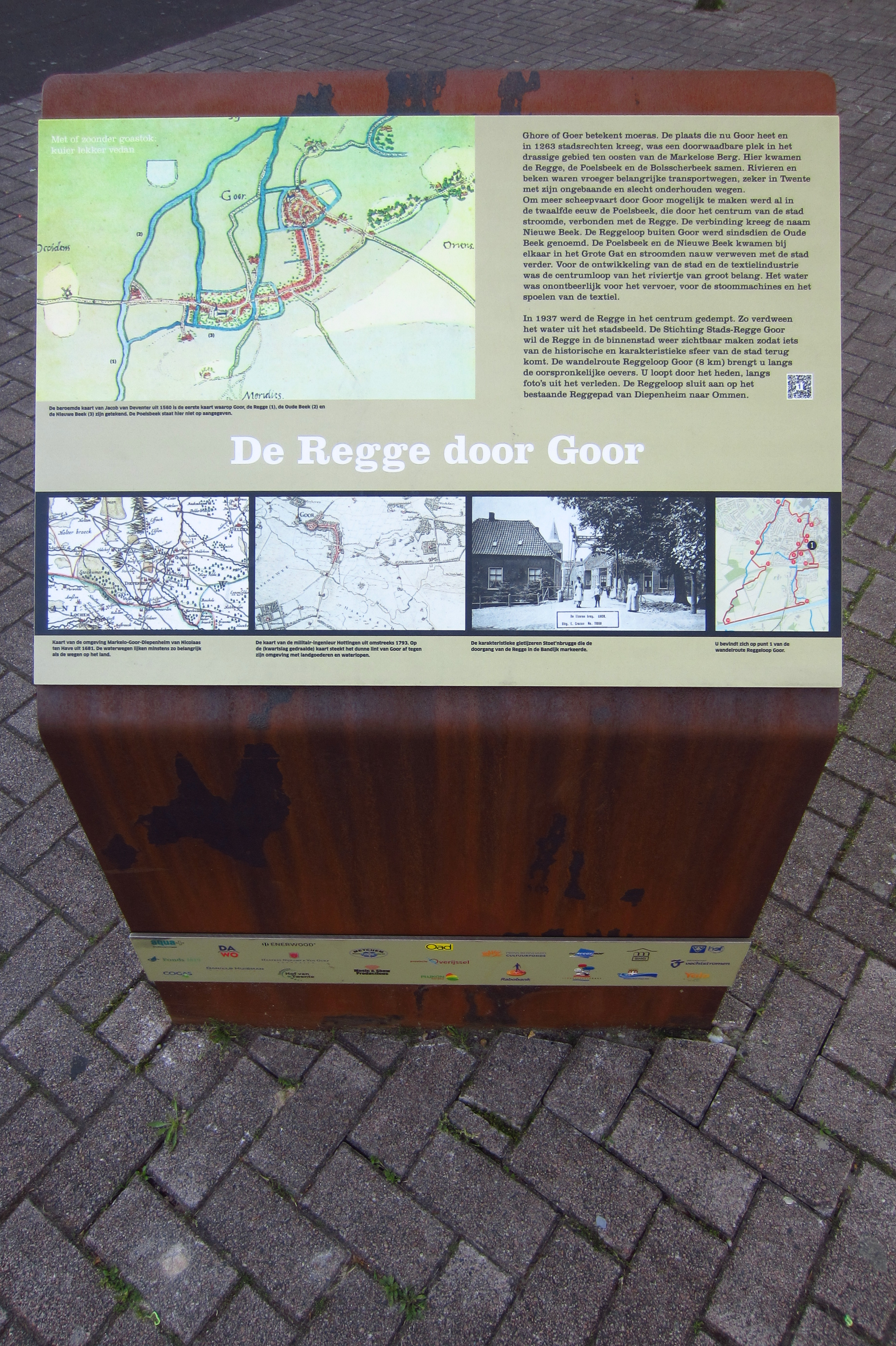
Informatie wandelroute 'Reggeloop'

In het voormalige stationsgebouw is het Goors Historisch Museum gevestigd. Ook is er een Goors klompenmuseum. Bezienswaardig zijn de Braakmolen, de gerestaureerde toren van de protestantse Hofkerk en het enorme gietijzeren grafmonument van Thomas Ainsworth op oude gemeentelijke begraafplaats aan de Laarstraat - Herman Heijermansstraat. Op de Algemene Begraafplaats aan de Twikkelerweg is nog een 35-tal zogenoemde graftrommels aanwezig.
De PKN Hofkerk is een in oorsprong gotische kerk met een sterk verbouwd, witgepleisterd schip.
De rooms-katholieke parochiekerk van de H.H. Petrus en Paulus bevindt zich buiten het centrum en dateert van 1894. De neogotische kerk werd ontworpen door J.W. Boerbooms. Vanuit deze kerk werd in 1971 prinses Armgard von Sierstorpff-Cramm - moeder van Prins Bernhard - na een plechtig requiem ter aarde besteld onder grote publieke belangstelling vanwege de aanwezigheid van vrijwel alle leden van het Koninklijk Huis.
Goor is gelegen in een omgeving met pittoreske dorpjes, landbouwgronden, bossen, kastelen en havezaten, zoals het voormalige klooster Huis Heeckeren en het kasteel Weldam. Rond Goor bevinden zich meerdere campings en recreatiegelegenheden die met name zijn geconcentreerd in de voormalige gemeenten Diepenheim en Markelo.

### Evenement
Het belangrijkste jaarlijkse feest in Goor is het School- en Volksfeest, dat door mensen van buiten Goor weleens "Goors carnaval" wordt genoemd. Dit feest ontstond in 1875 op initiatief van de Goorse scholen en de gemeente. Bij dit jaarlijkse festijn, dat altijd in het laatste volle weekeinde van juni plaatsvindt, wordt drie tot vier dagen lang gefeest in de Teènte, een grote feesttent op de zogenaamde "Schoolfeestweide", midden in Goor. Naast de kermis vormt vooral de in geheel Twente bekende Goorsche allegorische Optocht op zondagmiddag een hoogtepunt van dit feest. Daarbij trekken vele wagens, verklede groepen en muziekkorpsen zoals Apollo Goor, De Fanfare Markelo en De Harmonie Diepenheim langs een vastgelegde route door Goor. De bekendste groep die al sinds begin jaren vijftig meedoet, is de zogenaamde Rellie, een groep die met grote wagens, vreemdsoortige tweewielers en veel lawaai de optocht afsluit.

### Media
De lokale publieke omroep voor Hof van Twente, Hofstreek Omroep, is gevestigd in Goor. Er wordt lokale radio gemaakt, en een enkele keer een lokaal tv-programma. De omroep is begonnen in de jaren 90 als 'TV Goor', gevolgd door 'Reggestad TV' en 'Reggestad Radio', toen de distributie uitbreidde naar Markelo en Diepenheim. Nadat de gemeente Goor fuseerde tot gemeente Hof van Twente in 2001, werd Hofstreek Omroep opgericht. Het is een vrijwilligers organisatie. Daarnaast kent Goor twee lokale nieuwssites.

## Bekende Gorenaren

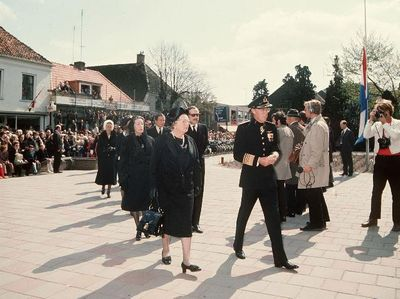
Plein voor de r.k. parochiekerk van Goor op 30 april 1971 voorafgaand aan het Requiem voor Prinses Armgard zur Lippe-Biesterfeld.

### Geboren in Goor
- Jan Andriessen (1894-1978), vakbondsman, politicus en partijvoorzitter (RKSP, KVP)
- Rob ten Berge (1952-2016), kunstenaar
- Josephine Koning (1868-1931), karmelietes en dienaresse Gods
- André Karnebeek (1971), voetballer
- Rutger Kopland (R.P.H. van den Hoofdakker) (1934-2012), dichter en schrijver
- Jan Kristen (1942), Overijssels politicus (PvdA)
- Jules Moormann (1889-1974), Nederlands taalkundige en specialist Bargoens
- Marc Reugebrink (1960), schrijver
- Hannie Rouweler (1951), dichteres
- Hinkelien Schreuder (1984), zwemster
- Jan Sipkema (1933-2008), voorzitter van de Vereniging de Friesche Elf Steden
- Tommy Wieringa (1967), schrijver
- Carl Wittrock (1966), componist
- Daan Zwierink (1998), zanger
- Naomi Hilhorst (2001), voetbalster

### Woonachtig of gewoond hebbend in Goor
- Willem Carel van Marion (1834-1895), burgemeester
- Bert Haanstra (1916-1997), filmmaker
- Jerry van Rooyen (1928-2009), musicus
- Ank Bijleveld-Schouten (1962), politica
- Chun Wei Cheung (1972-2006), roeier
- Isis van der Wel (1975), dj
- Jelle Klaasen (1984), darter
- Thomas Velderman (1996), dj/producer